# Tahmasp II.

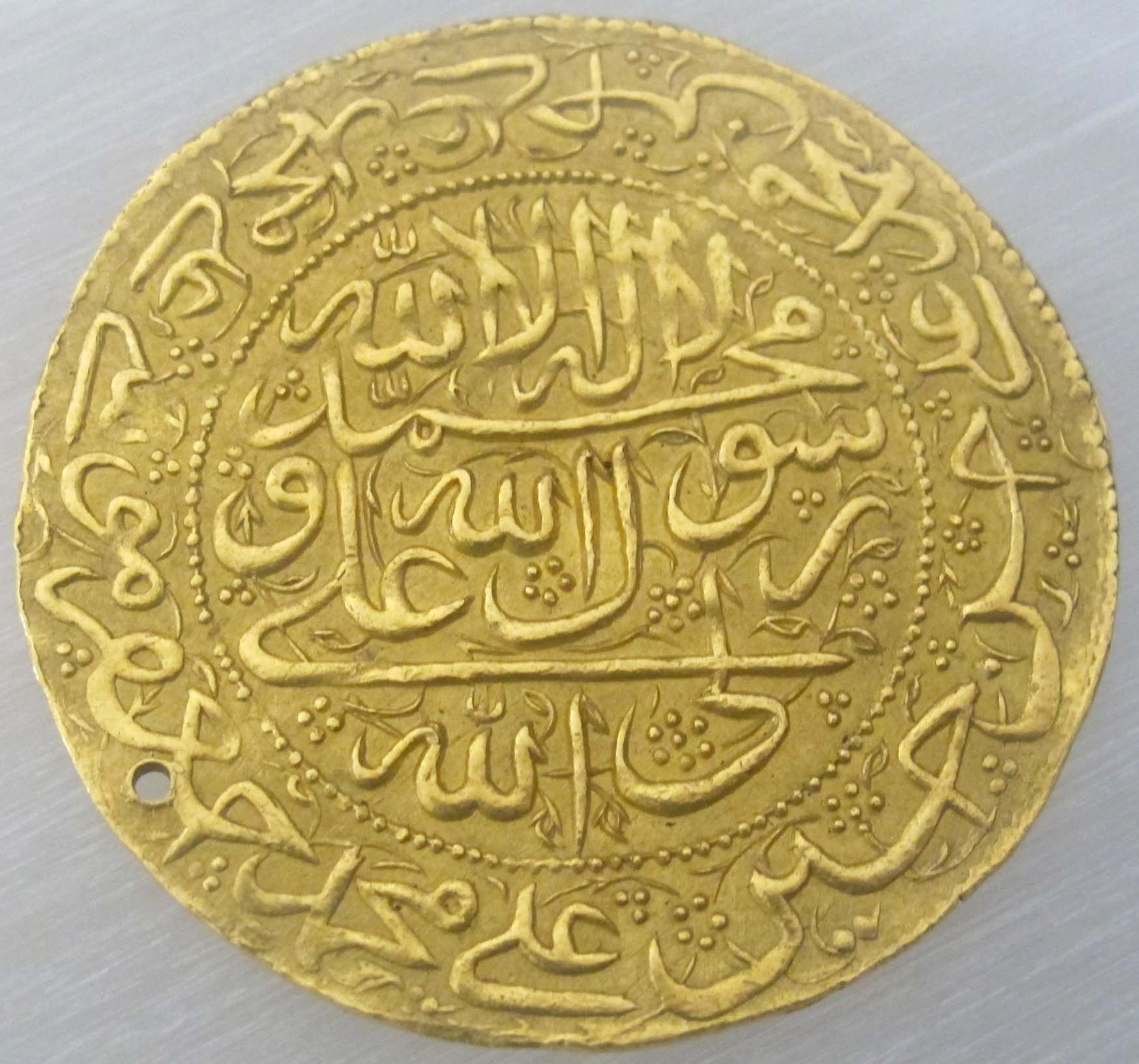
Avers eines unter Tahmasp II. geschlagenen Aschrafi-Dinars (ca. 3,46 g): um die Schahada mit dem schiitischen Zusatz „und Ali ist der Freund Gottes“ stehen die Namen der zwölf Imame.

Tahmasp II. (persisch طهماسب, DMG Ṭahmāseb [tæhˈmɔːseb]; * 1704; † 1740 in Sabzevar) war der Sohn von Schah Sultan Hosein (1694–1722) und wurde am 16. November 1729 zum vorletzten Herrscher der Safawiden-Dynastie gekrönt. Im Oktober 1722 eroberten die afghanischen Ghilzai unter Mir Mahmud Hotaki die Hauptstadt Isfahan und zwangen Tahmasps Vater zur Abdankung. Tahmasp war schon im Juni 1722 aus der Stadt Richtung Qazvin geflohen und versuchte den Widerstand zu organisieren. Er ernannte sich im November 1722 zum neuen Herrscher. Von Qazvin ging er im Dezember 1722 erst nach Aserbaidschan und von dort nach Māzandarān, um eine Armee zu sammeln und mit den Russen, die die Instabilität des Safawidenreiches für ihre Expansion nutzten, zu verhandeln. Gleichzeitig waren die Osmanen im Westen über die Grenze marschiert und hatten Städte wie Hamadan und Kermānschāh besetzt.
Tahmasp schaffte es, die zwei mächtigen türkischen Stämme der Afscharen und der Kadscharen hinter sich zu bringen. Gemeinsam mit seinem Militärsklaven (Ghulam) und späteren General Nadir Khan Afschar konnte Tahmasp die Afghanen zurückdrängen. Mittlerweile (1725) war Mir Mahmud Hotaki durch seinen Cousin Aschraf Khan ersetzt worden. Dieser verlor zwei Schlachten bei Isfahan und bei Schiraz und floh nach Kandahar, wurde aber unterwegs getötet. Tahmasp kehrte Ende 1729 nach Isfahan zurück und die Safawiden hatten das Reich wieder unter ihrer Kontrolle. Nadir Khan konnte auch die Osmanen zurückdrängen und mit den Russen wurde ein Friedensvertrag geschlossen. Als Tahmasp auf eigene Faust später gegen die Osmanen zog und verlor, nutzte Nadir Khan dies aus, setzte im August 1732 Tahmasp ab und brachte dessen acht Monate alten Sohn Abbas auf den Thron (Abbas III.). Am 8. März 1736 allerdings krönte sich Nadir selbst zum Schah (Nadir Schah) und wurde damit zum ersten Herrscher der Afschariden-Dynastie. Hatten die Safawiden ab 1722 nur noch dem Namen nach existiert, so war ihre Zeit ab 1736 endgültig vorbei. Tahmasp II. und sein Sohn Abbas III. wurden 1740 hingerichtet.